# Tomas Gärffelt
Tomas Gärffelt, tidigare Gerwe, död omkring 1670, var en svensk militär.

## Biografi
Tomas Gärffelt blev 1631 kapten vid dalregementet och blev 1632 regementskvartermästare vid regementet. Han blev 15 mars 1637 överstelöjtnant. Gärffelt adlades 5 september 1643 till Gärffelt och introducerades samma år i Sveriges Riddarhus som nummer 307. Han blev 1646 överste vid Ångermanlands och Jämtlands fotregemente och 24 september 1656 kommendant i Stralsund. Gärffelt blev 24 juni 1661 kommendant i Kalmar och 1662 överkommendant därstädes. Han fick 24 november 1663 titeln krigsråd och tog avsked som kommendant 20 juli 1665. Han avled omkring 1670.
Gärffelt ägde gårdarna Gärffeltshof i Livland, Hammarby och Ölunda-Sävja i Danmarks socken.

### Familj
Gärffelt gifte sig första gången med Margareta von Vegesack (död 1665). De fick tillsammans barnen kaptenen Tomas Gärffelt (död 1673), Anna Catharin Gärffelt (död 1681) som var gift med regeringsrådet Gert Rehnskiöld och generalmajoren Erik Drake af Hagelsrum, Margareta Elisabet Gärffelt (död 1691) som var gift med hovrådet Johan Fredrik von Friesendorff, Christina Sigrid Gärffelt (död 1711) som var gift med överstelöjtnanten Christoffer Grubbe, Anna Maria Gärffelt (död 1697) som var gift med översten Knut Lilliehöök af Frådala, överstelöjtnanten Carl Albrekt Gärffelt (död 1698), ett barn (död 1650), Sofia Helen Gärffelt (död 1695) och en son (född 1668).
Gärffelt gifte sig andra gången 28 december 1667 på Malmsjö i Grödinge församling med Christina Rosenhielm. Hon var dotter till häradshövdingen Erik Rosenhielm och Catharina Christoffersdotter.